# Resolució 1816 del Consell de Seguretat de les Nacions Unides
La Resolució 1816 del Consell de Seguretat de les Nacions Unides fou adoptada per unanimitat el 2 de juny de 2008. Condemnant tots els actes de pirateria i robatori a mà armada contra vaixells a la costa de Somàlia, el Consell va decidir que els estats que cooperessin amb el govern de transició del país podrien entrar, per un període de sis mesos, a les aigües territorials de Somàlia i utilitzar "tots els mitjans necessaris "per reprimir els actes de pirateria i robatori a mà armada en el mar, d'acord amb les disposicions pertinents del dret internacional".
El text va ser aprovat amb el consentiment de Somàlia, que no té la capacitat d'interrompre pirates o patrullar i assegurar les seves aigües territorials, després d'un augment dels atacs als vaixells a les aigües de la costa del país, inclosos els segrestos de vaixells operats pel Programa Mundial d'Aliments i nombrosos vaixells comercials, tot el qual van suposar una amenaça "per a un lliurament ràpid, segur i eficaç de l'assistència alimentària i altres ajudes humanitàries a la població de Somàlia", i un greu perill per als vaixells, les tripulacions, els passatgers i la càrrega.
Afirmant que l'autorització prevista en la resolució només s'aplica a la situació a Somàlia i no afectarà els drets i obligacions derivats de la Convenció sobre el Dret del Mar, ni es considerarà que s'estableix un dret internacional consuetudinari, el Consell també va demanar als Estats cooperants que garanteixin que les accions contra la pirateria no neguin o perjudiquin el dret de pas als vaixells innocents de qualsevol tercer Estat.
Mentre instava als estats, als vaixells de les seves naus i als avions militars a operar en alta mar i l'espai aeri de la costa de Somàlia, el Consell va animar als Estats interessats a utilitzar rutes comercials a la costa de Somàlia per augmentar i coordinar els seus esforços per dissuadir atacs i segrest de vaixells, en cooperació amb el govern del país. Es va instar els Estats a cooperar entre ells, l'Organització Marítima Internacional (OMI) i, si escau, les organitzacions regionals i prestar assistència als vaixells amenaçats o sota l'atac de pirates.
Parlant abans de l'acció sobre el projecte, el representant d'Indonèsia va insistir en la necessitat que el projecte fos coherent amb el dret internacional, en particular la Convenció de les Nacions Unides sobre el Dret del Mar de 1982, i evitar crear un fonament del dret internacional consuetudinari per a la repressió de pirateria i robatori a mà armada. Les accions previstes en la resolució només s'han d'aplicar a les aigües territorials de Somàlia, basades en el consentiment previ d'aquest país. La resolució es dirigeix exclusivament a la situació específica de la costa de Somàlia, tal com ho demana el Govern.